# London School of Hygiene and Tropical Medicine
 (octobre 2018).
La London School of Hygiene & Tropical Medicine (LSHTM) est une Université publique consacrée à la recherche située à Keppel Street, Bloomsbury dans le Borough londonien de Camden. 
Elle est l'un des collèges constitutifs de l'université de Londres spécialisée dans les domaines de la santé publique et de la médecine tropicale. Après avoir réussi leurs études, ses étudiants obtiennent un diplôme de l'Université de Londres.

## Historique
L'institution a été fondée en 1899 par Sir Patrick Manson en tant qu’école de médecine tropicale de Londres, à la suite d'une donation du philanthrope indien parsi Bomanjee Dinshaw Petit de 6 666 £. Dès sa fondation, l'école est l'une des institutions les plus haut placées dans les classements mondiaux dans les domaines de la santé publique et des maladies infectieuses,,.
La mission de la LSHTM est de contribuer à l'amélioration de la santé dans le monde en recherchant l’excellence dans la recherche, dans l’enseignement post-universitaire et la formation avancée en santé publique et en médecine tropicale tant sur le plan national qu'international ainsi qu’en informant les politiques et les pratiques dans ces domaines. Le revenu annuel de l'institution pour 2016-2017 s'élevait à 177,7 millions de £, dont 121,9 millions de £ provenant de subventions et de contrats de recherche, avec des dépenses de 176,8 millions de £. 
L'enseignement de la médecine tropicale débute à Londres au Livingstone College, fondé en 1893 par Charles F. Harford-Battersby (1865-1925) où Manson a l'occasion de donner ses premiers cours de médecine tropicale, puis il le fait en 1895 à l'hôpital St George de Londres. Manson a commencé sa carrière comme médecin en Extrême-Orient où il découvre l'étiologie de la filariose, une maladie parasitaire transmise par la piqûre d'un moustique. À son retour à Londres, il est nommé conseiller médical du Colonial Office. Après l'hôpital St-Georges, il enseigne en 1899 à l'école extramurale d'Edimbourg puis à l'hôpital Albert Dock Seamen's Hospital, dans les Docklands de Londres. Il croit fermement que les médecins doivent être formés à la médecine tropicale pour traiter les administrateurs et personnels de l'empire colonial britannique. Au cours de cette période, il a également encouragé et encadré les travaux de Ronald Ross sur le vecteur de l'hématozoaire du paludisme qu'il découvre en 1897, un moustique appelé anophèle, découverte qui lui vaut le prix Nobel de médecine en 1902.
L'école London School of Hygiene & Tropical Medicine a été créée dans le cadre de la Seamen's Hospital Society.   
En 1902, le bienfaiteur Petit écrivait ce qui suit dans une lettre à Sir Francis Lovell (doyen de l’école), citée dans le Times : « Cette institution, tout en accordant une large place aux étudiants qui étudient les maladies qui ravagent presque l’Orient, sera le moyen de rassembler les esprits occidentaux et orientaux pour apporter une aide à l’Est en souffrance et ainsi consolider cette union des cœurs ».
En 1920, avec l’Hôpital des maladies tropicales, l’école déménage à Endsleigh Gardens, dans le centre de Londres, reprenant l’ancien hôtel ayant servi d’hôpital aux officiers pendant la Première Guerre mondiale. En 1921, le comité Athlone recommande la création d'un institut de médecine publique fondé sur une proposition de la Fondation Rockefeller, visant à créer une institution basée à Londres pour promouvoir dans le monde entier la santé publique et la médecine tropicale. Cette école reçoit le nom de London School of Hygiene & Tropical Medicine, et obtient sa charte royale en 1924.
L'école a déménagé dans un bâtiment conçu et construit pour elle à son emplacement actuel dans la rue Gower en 1929.

## Étudiants notoires
- Carissa Etienne (1952-2023), médecin de santé publique dominiquaise, directrice de l’Organisation panaméricaine de la santé[7].
- Dossibai Patell (1881-1960), médecin indien.
- Anders Tegnell, épidémiologiste suédois[8].
- Maria Van Kerkhove, épidémiologiste américaine, responsable technique de la gestion de l'épidémie de Covid-19 à l'OMS depuis janvier 2020[9].
- Patricia Kingori, sociologue britannico-kenyane.
- Moses Alobo, médecin kenyan.